# Youhannes Ezzat Zakaria Badir
Youhannes Ezzat Zakaria Badir (Abou-Korkas, 12 agosto 1949 – Luxor, 27 dicembre 2015) è stato un vescovo cattolico egiziano.

## Biografia
Nato ad Abou-Korkas, in Egitto, il 12 agosto 1949, fu ordinato sacerdote il 5 agosto 1973.
Il 23 novembre 1992 venne nominato eparca di Ismailia, venendo consacrato il 29 gennaio 1993 da Stefano II Ghattas, patriarca di Alessandria dei Copti. Il 23 giugno 1994 viene destinato all'eparchia di Luxor.
La mattina del 27 dicembre 2015 venne ritrovato senza vita nel suo letto all'età di 66 anni.

## Genealogia episcopale
La genealogia episcopale è:
- Cardinale Scipione Rebiba
- Cardinale Giulio Antonio Santori
- Cardinale Girolamo Bernerio, O.P.
- Arcivescovo Galeazzo Sanvitale
- Cardinale Ludovico Ludovisi
- Cardinale Luigi Caetani
- Cardinale Ulderico Carpegna
- Cardinale Paluzzo Paluzzi Altieri degli Albertoni
- Papa Benedetto XIII
- Papa Benedetto XIV
- Papa Clemente XIII
- Cardinale Marcantonio Colonna
- Cardinale Giacinto Sigismondo Gerdil, B.
- Cardinale Giulio Maria della Somaglia
- Cardinale Carlo Odescalchi, S.I.
- Cardinale Costantino Patrizi Naro
- Cardinale Lucido Maria Parocchi
- Cardinale Alfonso Maria Mistrangelo, Sch.P.
- Arcivescovo Andrea Cassulo
- Patriarca Marco II Khouzam
- Cardinale Stefano I Sidarouss, C.M.
- Cardinale Stefano II Ghattas, C.M.
- Vescovo Youhannes Ezzat Zakaria Badir